# Bocconcini alla panna di bufala

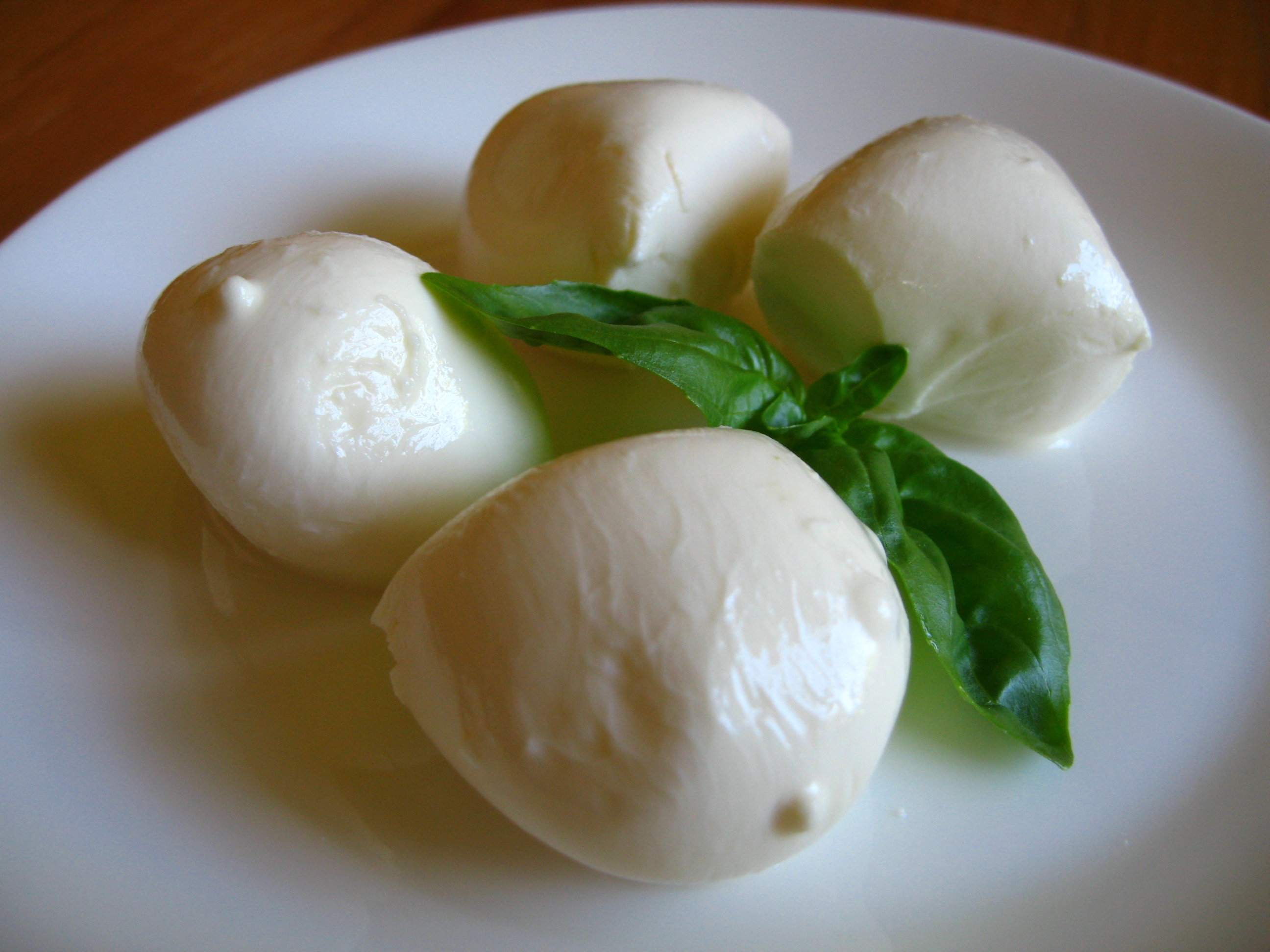
Bocconcini

Bocconcini alla panna di bufala is de kleine 'kers'-versie van de amper gerijpte milde Italiaanse kaas die oorspronkelijk uit het gebied rond Napels komt (regio Campania). De kaas moet vers gegeten worden. Deze wordt oorspronkelijk gemaakt van de melk van waterbuffels, hoewel deze tegenwoordig vaak gemengd wordt met koemelk of zelfs geheel uit (poeder van) koemelk gemaakt wordt industriële productie. De vraag naar mozzarella zorgde ervoor dat sommige producenten melk moeten importeren uit India en bijvoorbeeld Nieuw-Zeeland. Ze worden verkocht in vocht (zakjes of bakjes) met wei of gezouten water. De bolletjes hebben dan de grootte van een kerstomaatje. Qua smaak zijn ze vlakker dan gewone mozzarella, die in grotere bollen gemaakt wordt.
De naam betekent in het Italiaans: mondvol, maar dan in verkleinvorm.